# Зеленой, Илья Александрович
Илья́ Алекса́ндрович Зелено́й в некоторых источниках написание фамилии происходит как Зеленый (04.08.1841 — 08.06.1906, Санкт-Петербург) — участник кругосветного плавания, капитан 1-го ранга. Флигель-адъютант, флаг-капитан великого князя Константина Николаевича, воспитатель великого князя Константина Константиновича и позже его гофмейстер, контр-адмирал.

## Семья
Илья Александрович родился в семье Александра Ильича и Софьи Ивановны, урождённой Воейковой (1820—1899).
Братья:
- Сергей (1842—1905) — офицер флота, с 1902 года — председатель Севастопольского морского суда.
- Николай (1844—1904) — вице-адмирал, председатель Комитета добровольного флота.
- Павел (1847—1888) — капитан 1-го ранга, в 1898—1905 одесский городской голова, редактор-издатель журнала «Одесский вестник».
- Константин (1850—1902) — статский советник, камер-юнкер, был правителем дел канцелярии правления Петербургской АН, заведующим академической типографией.

Сестра
- Любовь (1857—1890), в замуж. Чирикова (1857—1890). Ее муж — Чириков Сергей Николаевич (1844—1920), контр-адмирал.

Илья Александрович был женат на Александре Николаевне, урождённой Митусовой (1850—после 1910), внучке С.П.Митусова. 
Их дети: 
- Александр (1870—1911)[1].
- Анфиса (в замуж. Соловьева; 1873—1920, Петроград), в 1900—1908, фрейлина. Муж — Владимир Дмитриевич Соловьев, сын Д.Н.Соловьёва.
- Константин (1875—1823, Петроград). Его сын — Илья Константинович Зеленой (1901/2—1976), геофизик, организатор первой в СССР профессиональной противолавинной службы[2][3].
- Надежда (1876—1920). Ее муж — Лев Эдуардович Фукс, генерал-майор.

## Служба
В службе с 1857 года. В 1858 году выпущен из Морского училища с производством в свой первый офицерский чин. Зачислен в свиту великого князя Константина Николаевича. Назначен воспитателем великого князя Константина Константиновича. 27 июля участвовал в торжественной процессии при крещении великого князя Константина Константиновича.
В 1860 году И. А. Зеленой в чине мичмана назначен вахтенным начальником клипера «Абрек», на котором отправился на Дальний Восток России. В 1863—1864 годах участвовал в «Первой американской экспедиции русского флота». В 1864 году произведён в лейтенанты флота и переведён на корвет «Богатырь». В этом же году побывал в Ново-Архангельске. В 1865 году вернулся в Кронштадт, тем самым завершив кругосветное плавание. В приказом № 580 от 2 июля 1865 года И. А. Зеленой удостоился ордена Святой Анны 3-й степени за совершённый поход.
С 1865 года в звании флигель-адъютанта являлся флаг-капитаном генерал-адмирала великого князя Константина Николаевича. В дополнение определён воспитателем великого князя Дмитрия Константиновича. Позже назначен гофмейстером — заведовать Двором великого князя Константина Константиновича. Являлся членом Санкт-Петербургского Английского собрания.
В 1878 году состоял при великих князьях Константине и Дмитрии Константиновичами в то время как они вместе с великими князьями Павлом и Сергеем Александровичами предприняли путешествие из Царского Села в Белозерск, Горицы, Кириллов, Череповец и Рыбинск.  Святитель Николай Японский в своих дневниковых записях отмечал: «Только что вернулся от Зеленого. Не столько весело было, сколько удерживало желание наблюдать. Илья Александрович — положительно добрейший человек. Счастлив Константин Николаевич, что напал на такого воспитателя для своих детей. Он — искренен, умен, откровенен; Великие князья, конечно, получали от него самое благотворное направление. Замечательны его характеристики, откровенно высказываемые при гостях, при своих детях: "Великие князья в семействе — как в гостях, и только в своих комнатах — как дома"; "Стесняются до совершеннолетия, как малые дети, а потом разом получают двести тысяч в год в бесконтрольное распоряжение и начинают делать глупости", и прочее. Илья Александрович постарался вести дело так, что князья и в детстве не чувствовали постоянного над собою насилия» (21 января 1880 г.).
26 февраля 1880 года присутствовал на вечере с участием Ф. М. Достоевского у великого князя Константина Константиновича. 30 января 1881 года был на вечерней панихиде памяти Ф. М. Достоевского в квартире писателя.
С 1891 года — действительный статский советник, с 1897 года — тайный советник. Служил по Министерству Императорского двора и уделов.
Илья Александрович умер в Санкт-Петербурге 8 июня 1906 года в возрасте 64 лет. Похоронен на Смоленском православном кладбище.